# Mściwojów
Mściwojów (Duits: Profen) is een dorp in het Poolse woiwodschap Neder-Silezië, in het district Jaworski. De plaats maakt deel uit van de gemeente Mściwojów.